# ویکتور وارکونی
ویکتور وارکونی (انگلیسی: Victor Varconi؛ ۳۱ مارس ۱۸۹۱ – ۶ ژوئن ۱۹۷۶) یک هنرپیشه، کارگردان، و فیلم‌نامه‌نویس اهل مجارستان - ایالات متحده آمریکا بود.
از فیلم‌ها یا برنامه‌های تلویزیونی که وی در آن نقش داشته است می‌توان به سامسون و دلیله، زنگ‌ها برای که به صدا در می‌آیند، بانوی الهی، سوئز، شاه شاهان، بهمن، شیکاگو، آخرین روزهای پمپئی و چتر سنت پیتر اشاره کرد.